# Мајкл Хули
Мајкл Хули (енгл. Michael Houlie; Кејп Таун, 27. јун 2000) јужноафрички је пливач чија специјалност су трке прсним стилом. 

## Спортска каријера
Хули је веома рано научио да плива, а пре пливања тренирао је ватерполо. Први запаженији успех у каријери постигао је 2017. на Јуниорским Играма Комонвелта у Насауу где је освојио две златне (50 и 100 прсно) и једну сребрну медаљу (200 прсно). Месец дана касније наступио је и на светском јуниорском првенству у Индијанаполису, где се пласирао у финала на 50 и 100 прсно (7. и 8. место). 
Године 2018. дебитовао је у конкуренцији сениора, прво на Играма Комонвелта у Гоулд Коусту, а недуго потом на националном првенству осваја прву титулу националног првака на 50 прсно. У октобру 2018. осваја златну медаљу у трци на 50 прсно на Олимпијским играма младих у Буенос Ајресу. 
Почетком јануара 2019. одлази на студије у град Ноксвил у Сједињеним Државама, где наступа за пливачку секцију Универзитета Тенеси. Прву медаљу у сениорској конкуренцији, и то сребрну, освојио је на Универзијади у Напуљу у јулу 2019. у трци на 50 прсно.  Десетак дана касније дебитовао је на светском првенству у великим базенима у корејском Квангџуу 2019, где је наступио у квалификационим тркама на 50 прсно (19. место) и 100 прсно (29. место), те у штафети 4×100 мешовито (23. место).
Велики успех у каријери постигао је на Афричким играма у Казабланки 2019. где је освојио две златне и једну бронзану медаљу. 